# Knishes Shipped Free
Knishes Shipped Free är det första och enda skivsläppet av det Göteborgsbaserade indiepopbandet Sulky, utgivet 1996 på Dolores Recordings.

## Låtlista
Alla låtar är skrivna av Sulky.
1. "Incident on Houston Street"
2. "Cologne"
3. "Open Sandwich Medley"
4. "Human Beings, Wow!"
5. "The Zelda Fitzgerald Emotional Maturity Award"

## Medverkande

### Musiker
- Henrik Rylander
- Jan Skoglund
- Anders Svensson
- Adam Wladis

### Övriga
- Ebbot Lundberg - mixning ("Cologne")
- Björn Olsson - inspelning, mixning
- Sulky - inspelning, mixning

### Fotnoter
1. 1 2  ”Knishes Shipped Free”. Discogs.com. http://www.discogs.com/Sulky-Knishes-Shipped-Free/release/1329735. Läst 16 maj 2012.